# ورسوویتسه (ناحیه پروستییوف)
ورسوویتسه (به چکی: Vřesovice) یک منطقهٔ مسکونی در جمهوری چک است که در ناحیه پروستییوو واقع شده‌است.
 ورسوویتسه ۶٫۱۹ کیلومتر مربع مساحت و ۴۷۱ نفر جمعیت دارد و ۲۱۶ متر بالاتر از سطح دریا واقع شده‌است.